# 中华人民共和国专机

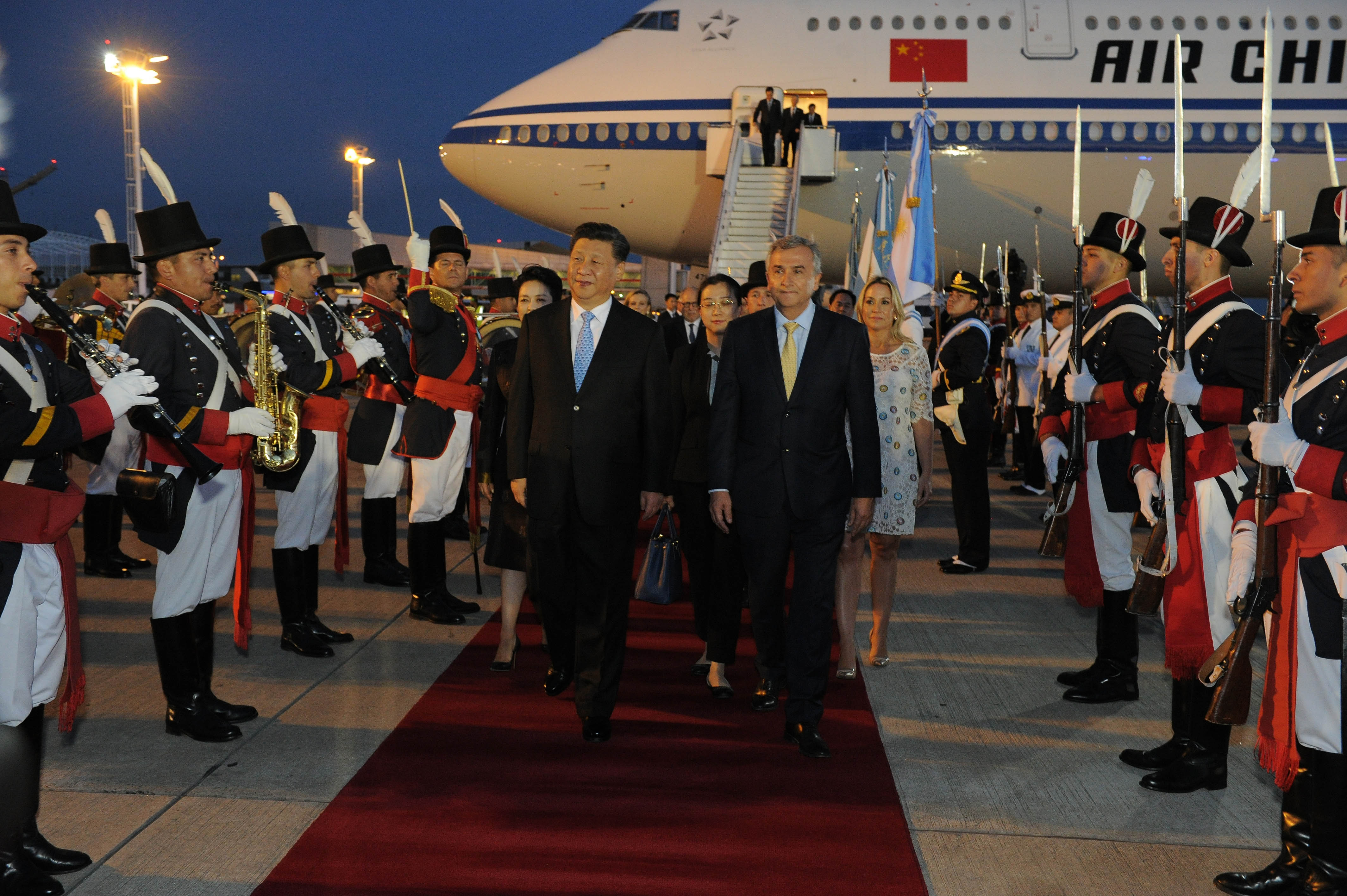
中共中央总书记、中国国家主席习近平乘坐747-8专机抵达布宜诺斯艾利斯（2018年）

中华人民共和国专机是指中华人民共和国党政领导人乘坐的行政专机。根据中共中央总书记习近平在2012年12月提出的中央八项规定和《中共中央政治局贯彻落实中央八项规定的实施细则》第13条的规定，中共中央总书记和国务院总理出访乘坐专机。其他中共中央政治局常委出访根据工作需要可乘坐民航包机或班机，如需乘坐民航包机，须经中共中央外事办报中央批准。其他中共中央政治局委员出访乘坐民航班机，一律不乘坐民航包机，中央政治局委员一律不乘坐私人包机、企业包机和外国航空公司包机。2023年李强被破格从地方首长提拔为国务院总理后，乘坐包机747-8 B-2480而非专机出国访问，前国务院总理李克强曾乘坐该编号飞机于2018年11月26日抵达布达佩斯对匈牙利进行正式访问，但当时中方对外通报李克强乘坐的是“专机”。与前任相比，李强刻意降低规格被认为是凸显习近平身为中共中央总书记和领导核心的“一尊”地位。
中华人民共和国领导人的专机是中国国际航空的两架波音747-8民航飞机（機身註冊編號B-2479、B-2481）和兩架波音747-400民航飞机（备份，機身註冊編號B-2472、B-2447），但在前往惠灵顿等跑道较短、无法起降全尺寸747的机场时会使用国航波音737-800作为短途摆渡专机。四架专机中，目前B-2472、B-2447平时运行商业航班。例如，在2023年6月14至25日的一周内每日值飞往返北京、深圳的航班。

## 历史

### 早期发展
1954年12月1日，时任国务院总理周恩来乘坐中国民航里-2型飞机由北京前往太原视察工作，该专机由军委民航局飞行大队大队长张瑞霭和另一名飞行员梁太山执飞，这是中国民航第一次执行党和国家领导人专机任务:659-660。次年，中国民航引进伊尔-14:38，该型机于1955年12月开始执行专机任务:660。
1955年起，国务院总理周恩来在国内各地视察多乘坐中国民航专机。1956年5月，极少乘坐飞机的中国共产党主席毛泽东曾乘坐中国人民解放军空军里-2型8205号飞机赴广州视察，此后他表示“乘火车就可以掌握主动权，想停就停，想走就走。想停就让火车找个支线停下来，下车去看看，或者找当地领导谈谈都行”，因此甚少乘飞机。1956年11月17日，民航北京管理处派两架伊尔-14（编号632、626）执行周恩来、贺龙访问越南、柬埔寨等国的专机任务，至1957年2月6日回国，2月12日回京，这是中国民航首次执行国家领导人出国访问专机任务:660。1957年11月，毛泽东访问苏联时乘坐的是苏联民航的圖波列夫Tu-104。

### 涡桨时代

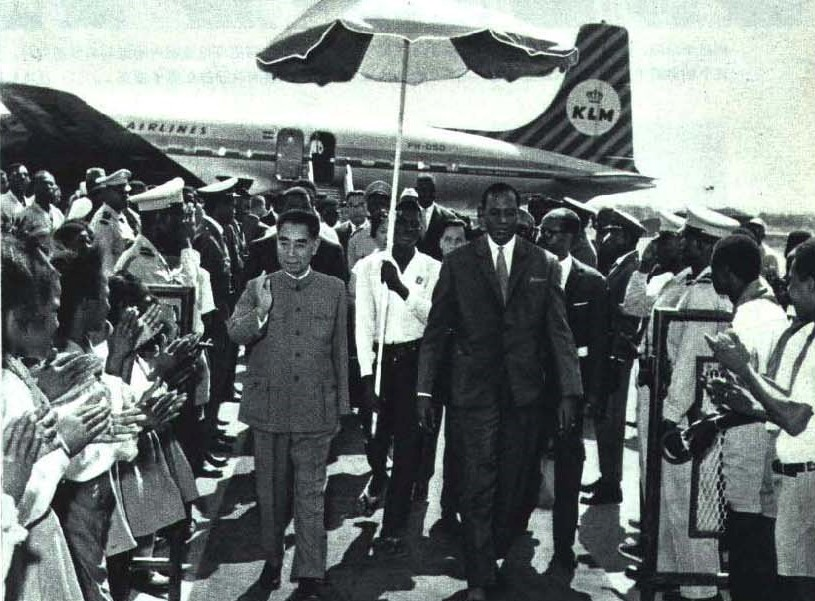
1964年1月16日，周恩来乘坐荷航DC-7C飞机（编号PH-DSD）抵达马里首都巴马科

1959年，中国民航北京管理局引进伊尔-18型涡轮螺旋桨式飞机，该型号于1960年4月18日首次执行专机任务，但当时仍为备机，同年8月，中国民航使用伊尔-18首次单独执行飞越海洋专机任务，航线为北京-昆明-仰光-雅加达:661:86。
然而在引进伊尔-18后，中国领导人前往亚洲以外地区仍需租用外国航空公司的客机。周恩来1963年12月访问阿联、阿尔及利亚等国时乘坐的是中方租用的荷蘭皇家航空DC-7C，1965年3月出访罗马尼亚时乘坐的则是巴基斯坦国际航空的波音707。此后，周恩来指示中国民航局：“中国民航不飞出去就打不开局面，一定要飞出去，才能打开局面”。
1965年6月，中国民航北京管理局第一飞行大队派出编号208的伊尔-18执行周恩来访问巴基斯坦、坦桑尼亚等国的专机任务，这是中国民航首次飞往非洲大陆:663。周恩来乘坐民航专机在中国各地视察及出国访问共计74次:87。

### 涡扇时代

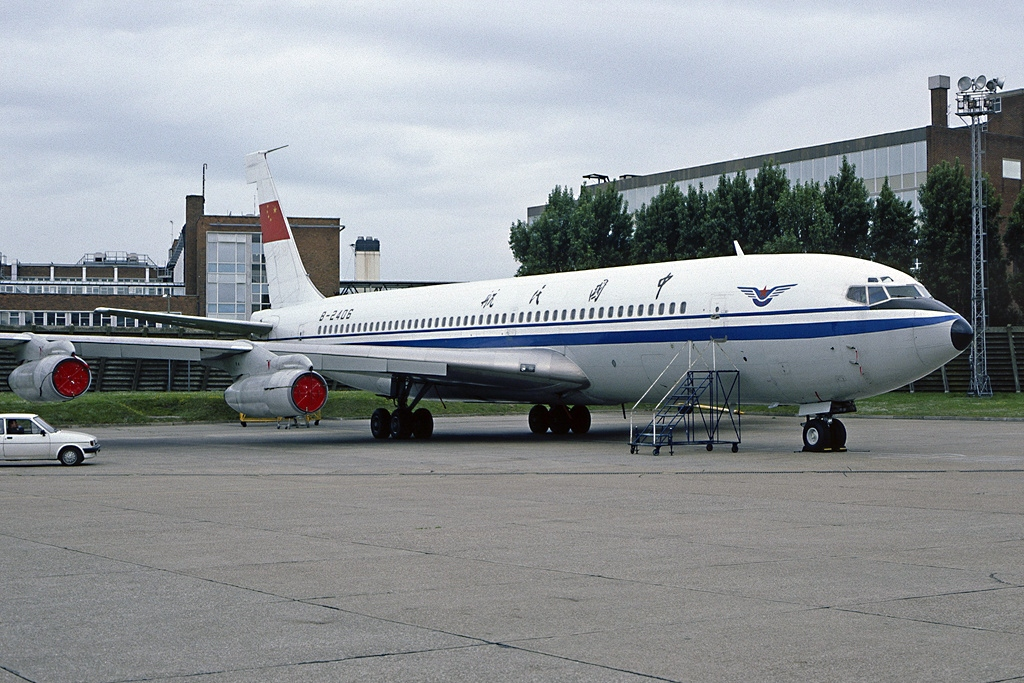
1986年中共中央总书记胡耀邦访问英国时，乘坐的B-2406号波音707专机停靠在伦敦希斯罗机场

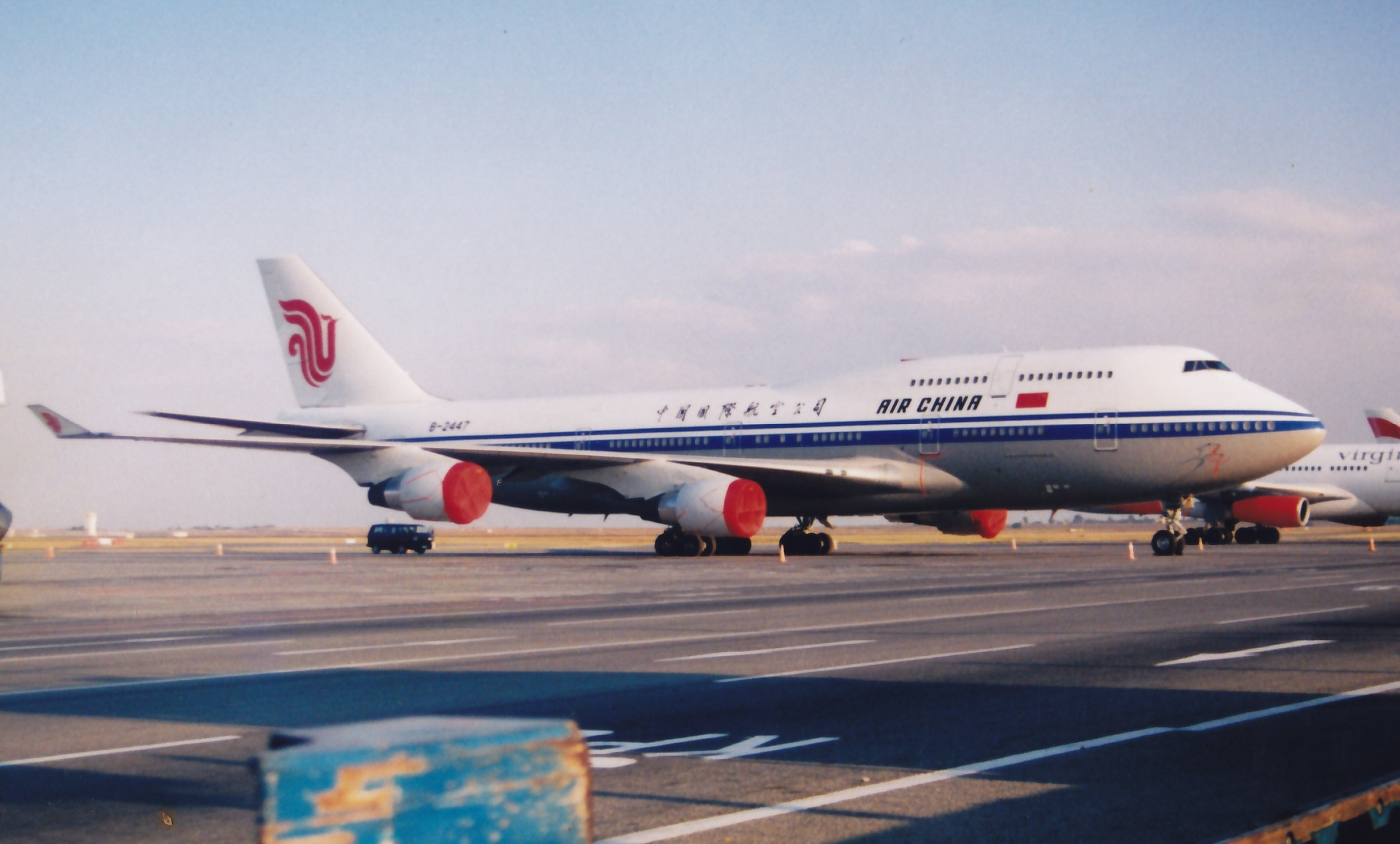
曾多次为江泽民执行专机任务的B-2447号波音747-400停靠在南非约翰内斯堡机场

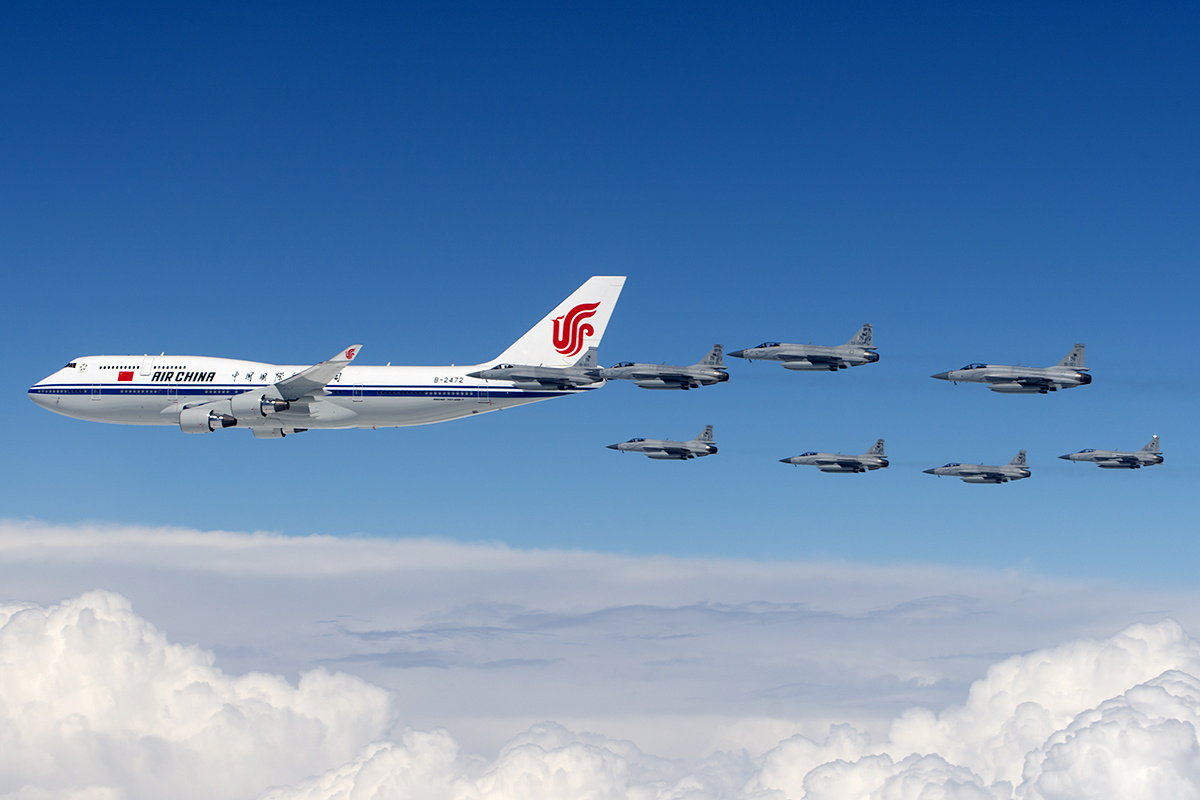
2015年4月20日，中共中央总书记、中国国家主席习近平访问巴基斯坦时，B-2472号波音747-400专机由巴基斯坦空军8架JF-17“枭龙”战机护航

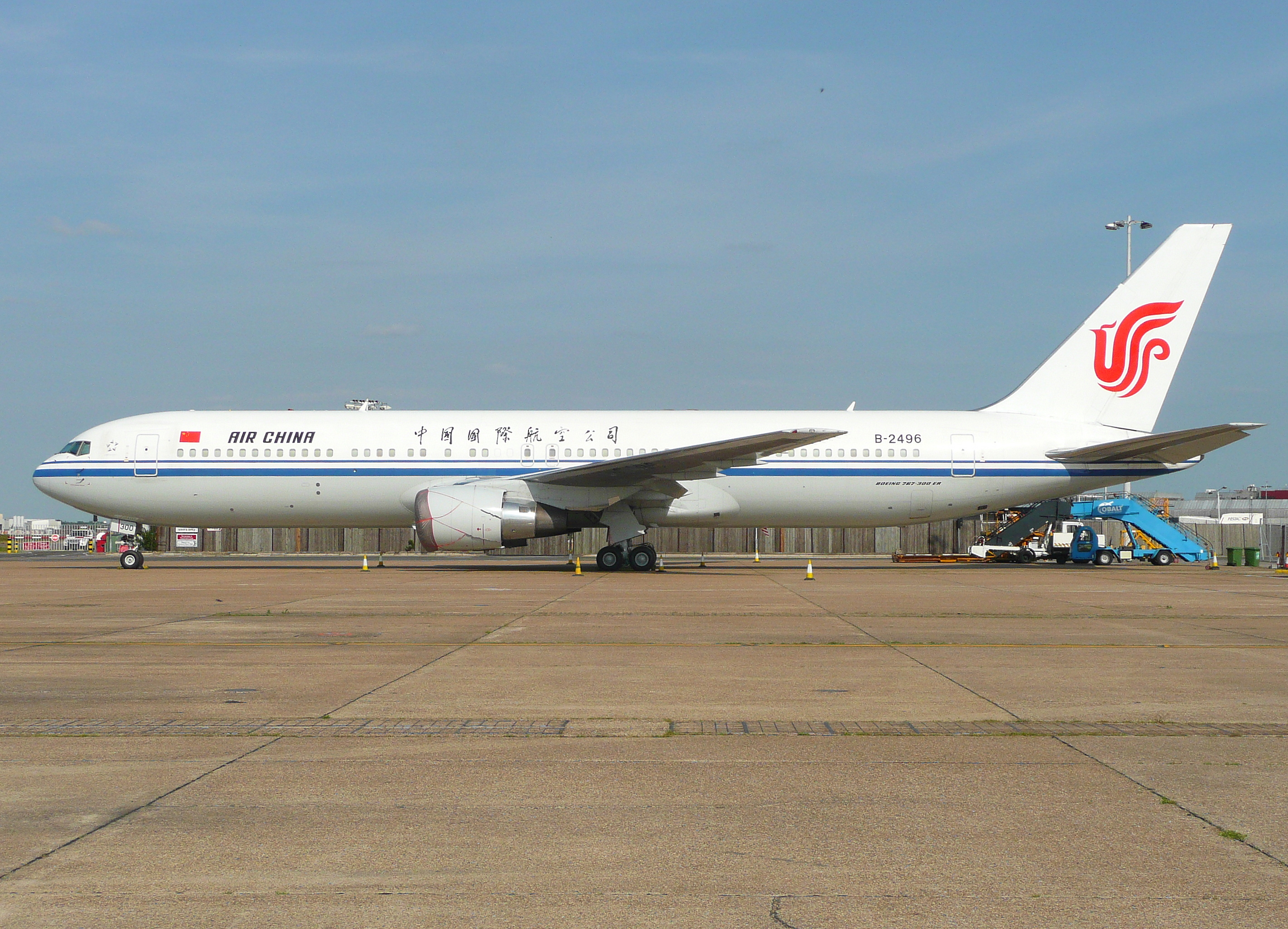
2009年，执行时任国务院副总理王岐山出访包机任务的B-2496号波音767停靠在伦敦希斯罗机场

1970年，中国民航和空军从巴基斯坦购入二手霍克薛利三叉戟型涡轮风扇式飞机:45，此后民航局于1971年从苏联购入伊尔-62，1972年从英国再次购入三叉戟:128，1973年从美国购入波音707:46，民航专机任务也随着中国先后恢复在联合国和国际民航组织的合法席位、中美关系解冻、中日邦交正常化而增多:665。1973年5月，中国民航北京管理局使用242号三叉戟执行章士釗由北京赴港的专机任务，这架三叉戟也成为降落在啟德機場的第一架中国民航喷气式飞机:132。
1974年3月19日，中国民航的波音707全部交付完毕，其后因应国务院副总理邓小平即将赴纽约出席联合国大会第六届特别会议，周恩来要求民航总局派2架波音707从东西两线同时试航纽约。3月30日，试航东线的2420号飞机从北京出发，经上海、东京、安克雷奇，次日抵达纽约:139，试航西线的2418号飞机则于3月31日离京，经卡拉奇、巴黎，4月2日抵达纽约。但最终由于来不及办理过境手续，邓小平于4月6日乘坐中国民航伊尔-62型B-2028号专机从北京起飞，经德黑兰至巴黎，随后在巴黎改乘法国航空的一架波音747飞赴纽约:666。
1976年11月14日，民航北京管理局使用B-2420号波音707执行全国人大常委会副委员长乌兰夫访问伊朗及科威特的任务，标志着文化大革命结束后，波音707开始正式执行中国领导人的专机任务:158。1979年1月28日，B-2406号波音707担当邓小平访美专机任务:667:87，该机也曾先后担任中共中央主席兼国务院总理华国锋:666、国务院总理赵紫阳:667、中共中央总书记胡耀邦:667-668、国家主席李先念:667、国务院总理李鹏:668、中共中央总书记江泽民:255、中共中央政治局常委李瑞环:269的专机，直至1991年调拨至国航天津分公司:256。
1980年，波音747SP投入中国民航运营，但该机型直至1990年5月13日B-2444号机执飞时任国家主席杨尚昆访问墨西哥、巴西、乌拉圭、阿根廷、智利等国的专机任务才开始用于中国领导人专机:668:257，此时民航北京管理局已经改组为中国国际航空公司。1995年10月，时任国务院总理李鹏访问西班牙、墨西哥等国，国航首次使用波音747-400担当专机任务:330，747SP不再执行专机任务:672,971，中共中央总书记江泽民同月赴纽约出席联合国大会时，以及次年3月全国人大常委会委员长乔石出访东欧等地时也开始乘坐747-400:338-339。20世纪90年代后期，国航两架较新的747-400常用于领导人专机，编号分别为B-2445和B-2447:669，2000年国航最后一架747-400全客机B-2472交付使用，此后常用于最高领导人专机:669-670，直至2017年被改装完毕的747-8型B-2479号机取代，B-2472也于2020年8月11日重新投入国航普通航班运营，但机头公务舱座椅与国航其余747-400全客机不同。
此外，国航曾于20世纪90年代使用波音767-200ER（一般为B-2555）执行其他正国级领导人的专机任务，2003年后则使用波音767-300ER（一般为B-2496）执行其他正国级领导人及部分副国级领导人的专包机任务:672，2010年后改用空中客车A330-200执行此类次级专包机任务。

### 外国领导人乘坐中方专机

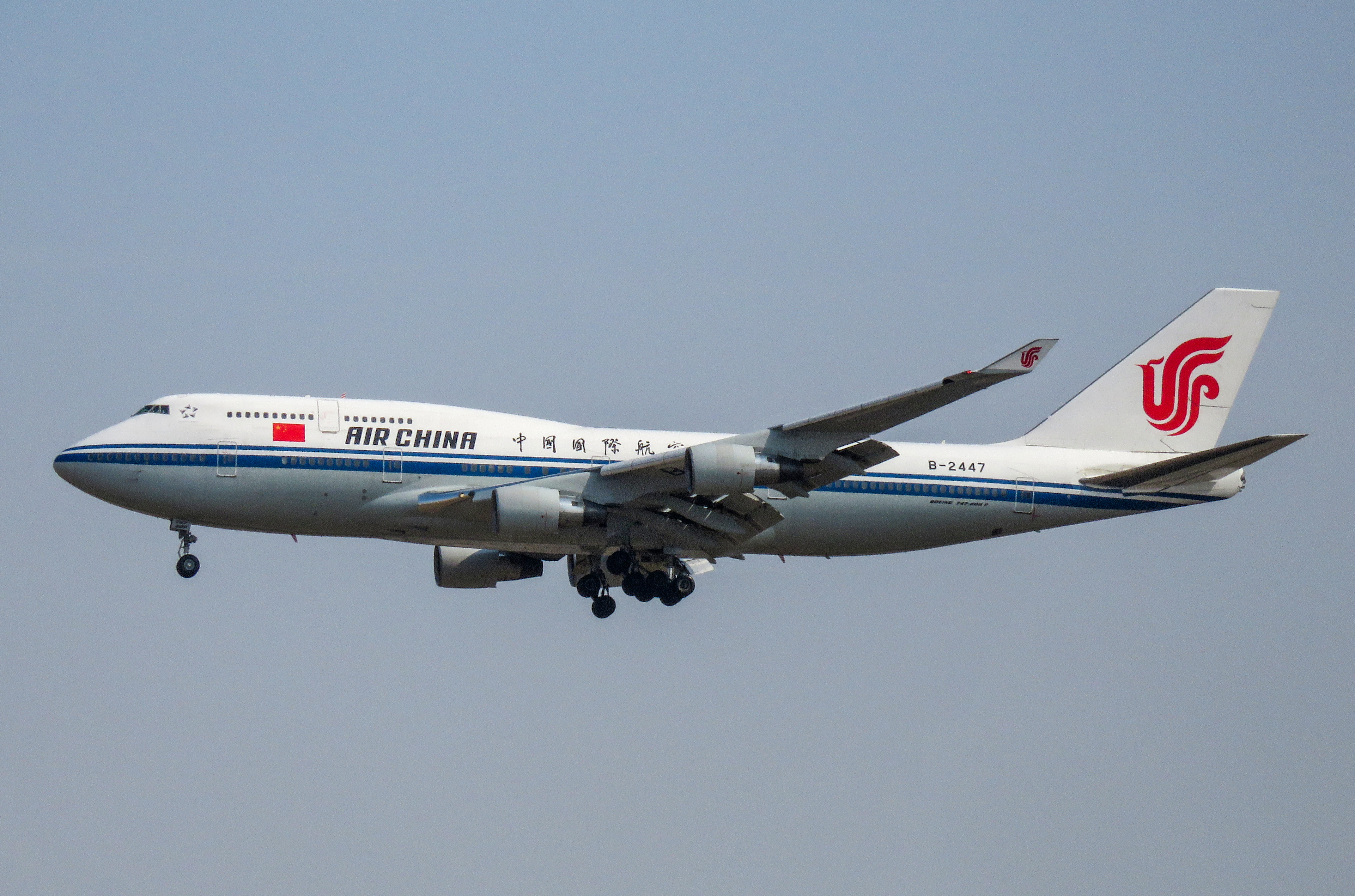
中国政府借出李克强总理专机给金正恩乘坐前往新加坡

外国领导人乘坐中国民航专机的历史始于1954年中华人民共和国成立5周年庆祝活动前后:87，当时军委民航局使用道格拉斯DC-3型和里苏诺夫Li-2型客机执行载送东欧和亚洲友好国家领导人到中国国内各地参观访问的专机任务共计118架次，载客1554人次，其中包括印度总理尼赫鲁等:676。50年代中后期，中国民航北京管理处先后为印尼总理阿里·沙斯特罗阿米佐约、联合国秘书长哈马舍尔德、越南民主共和国主席胡志明、印尼总统蘇卡諾、苏联最高苏维埃主席团主席伏罗希洛夫、柬埔寨首相西哈努克执飞在华参观访问的专机:677。1971年6月5日，民航北京管理局派出两架伊尔-18，执行中国国务院总理周恩来陪同罗马尼亚共产党总书记齐奥塞斯库率领的罗马尼亚党政代表团访问南京、上海的专机任务，这是周恩来首次陪同外宾乘坐中国民航飞机在中国国内访问:677。
1972年2月，美国总统理查德·尼克松对中国进行访问。该年2月26日，周恩来陪同尼克松乘坐伊尔-18型216号飞机从北京前往杭州笕桥机场，美方VC-137型空军一号专机也加入了由6架伊尔-18和一架子爵型组成的专机编队:678。2月27日，尼克松与周恩来同乘美方空军一号专机从杭州赴上海。2月28日，尼克松结束对华访问时乘坐VC-137专机离沪。同年9月25日，日本内阁总理大臣田中角荣乘坐日本航空DC-8-55型JA8019号飞机访问中国，日航专机9月25日下午空机返回东京。9月29日，民航北京管理局派出2架伊尔-18和一架伊尔-62执行田中角荣赴上海访问的专机任务，周恩来陪同田中角荣乘坐伊尔-18型208号机赴沪。9月30日，田中角荣乘坐9月29日调机至上海的日航DC-8离沪，返回东京:678。
1975年5月20日至6月12日，民航北京管理局派出波音707型B-2418号、伊尔-18型B-222号飞机，执行朝鲜劳动党总书记、朝鲜国家主席金日成率领党政代表团访问第三国的专机任务:679。1976年2月18日至28日，民航北京管理局派出波音707型B-2420号飞机执行接送美国前总统尼克松访问中国的专机任务:679。
1988年8月，由于敦煌机场和西安西关机场的硬件设施限制，日本首相竹下登访华期间赴敦煌、西安参观访问时乘坐的是中国民航BAe 146，由时任文化部部长王蒙陪同，且从北京前往敦煌途中在兰州中川机场经停，甘肃省长贾志杰在兰州登机，陪同竹下登赴敦煌:215。此外，1986年至1991年，民航北京管理局/国航也曾多次使用波音737-200执行多名外国领导人在中国国内城市间的专机任务，1991年至2003年改用737-300:680-685。
2000年6月24日至25日，伊朗总统穆罕默德·哈塔米访华期间，中国新疆航空派出注册编号B-2851的波音757执行哈塔米一行从北京前往乌鲁木齐，以及乌鲁木齐往返喀什的专机任务:236-237。2003年2月28日，中共中央总书记、中国国家主席江泽民与到访中国的古巴共产党第一书记、古巴国务委员会主席菲德尔·卡斯特罗同乘国航B-2472号专机从北京前往南京、上海:680。
2013年9月8日，中共中央总书记、中国国家主席习近平访问哈萨克斯坦期间，哈萨克斯坦总统努尔苏丹·纳扎尔巴耶夫主动提议与习近平同乘中方专机从阿斯塔纳前往阿拉木图，以便“抓紧时间交换意见”。次年7月，习近平访问古巴期间，古巴共产党第一书记、古巴国务委员会主席劳尔·卡斯特罗在从哈瓦那前往圣地亚哥时选择与习近平同乘中方专机，并由古巴专机伴飞。
2016年至2019年，翁山蘇姬担任缅甸国务资政期间，曾数次乘坐中国东方航空专包机前往中国。
2018年6月10日，中國政府借出当时主要为国务院总理李克强执行专机任务的中国国际航空機身註冊號B-2447的波音747-400型专机（该机早期曾多次为江泽民、李鹏、朱镕基执行专机任务）给朝鮮領導人金正恩乘坐前往新加坡，参加与美国总统特朗普的首脑会晤。朝鮮政府原計畫使用稱為「蒼鷹號」的伊爾-62，但最终改乘坐中国提供的飞机往返新加坡。
2023年9月21日，中國政府借出中国国际航空機身註冊號B-6131的空中客车A330-243型包机给叙利亚总统巴沙尔·阿萨德乘坐前往杭州，参加2022年亞洲運動會開幕式。

## 事件

### 波音767专机窃听器
2002年1月，根据英国《金融时报》和美国《华盛顿邮报》报道，一架由美国制造，准备作为时任中共中央总书记江泽民专机的波音767型飞机上，中国安全人员发现机上装潢内装有至少27个窃听器。飞机最终未作为专机使用，事件也没有后续的公开报道或影响。